# Vineland (New Jersey)
Vineland ist eine US-amerikanische Stadt im Süden des Staates New Jersey. Sie liegt im Cumberland County. Das U.S. Census Bureau ermittelte bei der Volkszählung 2020 eine Einwohnerzahl von 60.780.

## Bevölkerung
54,8 % der Einwohner sind Weiße, 30 % Latinos und 13,6 % Afroamerikaner. 22,8 % der Bevölkerung haben italienische Wurzeln, 9,6 % sind deutscher, 8,4 % irischer, 5,9 % englischer und 3,0 % polnischer Herkunft.

### Einwohnerentwicklung
| Jahr | Einwohner |
| ---- | --------- |
| 1980 | 53.753    |
| 1990 | 54.780    |
| 2000 | 56.271    |
| 2010 | 60.724    |
| 2020 | 60.780    |

## Söhne und Töchter der Stadt
- Edward W. Kellogg (1882–1960), Erfinder
- John H. Ware (1908–1997), Politiker
- Matthew Lipman (1923–2010), Hochschullehrer
- Jillian Loyden (* 1985), Fußballtorhüterin
- Mike Trout (* 1991), Baseballspieler